# アイくるガールズ
アイくるガールズ（英語: icle girls）は、福島県いわき市を拠点として活動を行っているローカルアイドルグループである。活動を通じて、いわき市の魅力を全国へ発信し、街・経済の活性化をはかる事を目的としており、2014年10月には、いわき市公認のご当地アイドルとして認定されている。「ご当地アイドル殿堂入り」。

## 経歴
“福島・いわきから、笑顔と元気を全国に届ける”ことを目的に2013年3月に結成されたローカルアイドルユニット。
運営主体の「いわきロコドルユニットプロジェクト」は福島県いわき市のライブハウス「club SONIC iwaki」と、いわき市発の地域情報誌「タウンマガジンいわき」の共同プロデュースであり、いわき市商工業活性化事業の一環として同プロジェクトを発足、応募総数128人の中からオーディションにより第一期生の13名が選出された。
2013年（平成25年）7月21日にいわきグリーンスタジアムで開催されたマツダオールスターゲーム第3戦に併催された「ふくしま復興祭2013」でステージデビュー。同年8月6日にホーム劇場である「club SONIC iwaki」で第1回定期公演を開催し、デビューシングル「ドリームキャッチャー / 明日ね、マイフレンド！」をリリースした。その後、月1回の定期公演を軸に地元いわき市を中心に東北各地・首都圏のイベントにも参加、同年12月13日にはホリプロ主催の「ご当地アイドルNo.1決定戦 U.M.U AWARD 2013」にファイナリストとして選出された。
2014年（平成26年）3月には、NHKが展開する「恋する地元キャンペーン」において福島県代表の「恋ジモサポーター」に選出された。また、同年8月9日にNHKオンデマンド「WONDERアイドルステージ 〜恋する地元キャンペーン〜」で優勝、9月6日には「IDOL REVUE ご当地アイドルお取り寄せ図鑑 第二章」で優勝するなど大きな活躍を見せた。その活動実績から、今後もいわき市のイメージアップや観光誘客などにつながる活動が期待できるとして、10月27日に清水敏男いわき市長より“いわき市公認ご当地アイドル認定証”の交付を受けた。
また、いわきロコドルユニットプロジェクトの「いわきご当地復興アイドル育成事業」は、平成25年度から27年度にかけて、いわき市より商工業活性化事業として採択され「いわき市商工業活性化事業補助金」の交付を受けている。
2015年（平成27年）8月31日、日本テレビ主催「汐留ロコドル甲子園」で優勝、2016年11月27日には「ご当地アイドルNo.1決定戦 U.M.U AWARD 2016」に3度目の決勝進出で初の優勝を果たした。同年12月15日、福島県庁で内堀雅雄知事に結果を報告。東日本大震災からの復興へ「福島を思う人の輪をもっと広げたい」と決意を新たにしている。
2023年（令和5年）3月17日、結成10年を迎えて日本ご当地アイドル活性協会より『ご当地アイドル殿堂入り』に認定される。同年3月21日に今夏を持って活動を終了することを発表したが、メンバーの要望により、ラストライブの日を2024年3月24日へ延期することを発表した。

## メンバー
期別ごとにグループで分けている。
| 氏名                            | 愛称         | 生年月日（年齢）       | 血液型 | 在籍状況 | 備考 |
| ------------------------------- | ------------ | ---------------------- | ------ | -------- | --- |
| 須藤 理央 （すどう りお）       | りおっち     | 1992年1月25日（33歳）  | O型    | 卒業     | 初代リーダー 生活と活動拠点を福島県外に移す為、2018年9月2日の公演をもって卒業。                                                                                               |
| 木村 汐里 （きむら しおり）     | しおりん     | 1993年4月2日（31歳）   | B型    | 卒業     | 初代サブリーダー 一社会人としての第一歩を踏み出すとともに、 グループ運営のサポートもしていくため2019年3月24日の公演をもって卒業                                               |
| 坂本 藍 （さかもと あい）       | あいきゃん   | 1993年12月8日（31歳）  | O型    | 卒業     | 新たなる夢と進路に向けての準備のため、第41回定期公演（2016年12月24日）をもって卒業                                                                                            |
| 戸部 里紗子 （とべ りさこ）     | りーこ       | 1996年9月10日（28歳）  | A型    | 卒業     | 進学準備の為、第14回定期公演（2014年9月21日）出演をもって一時活動休止。 2014年12月6日より活動復帰 福島県外の大学に進学の為、第21回定期公演（2015年4月11日）出演をもって卒業。 |
| 齋藤 麻奈理 （さいとう まなり） | まにゃりん   | 1996年12月1日（28歳）  | O型    | 卒業     | 学校の部活動に専念するため第2回定期公演（2013年9月22日)出演をもって卒業 |
| 石田 茉夕 （いしだ まゆ）       | まゆゆん     | 1996年12月17日（28歳） | A型    | 卒業     | 学業に専念するため第9回定期公演（2014年4月27日)出演をもって卒業 |
| 高萩 千夏 （たかはぎ ちなつ）   | ちなっちゃん | 1997年7月4日（27歳）   | O型    | 卒業     | 福島県外の大学に進学の為、第32回定期公演（2016年3月6日）出演をもって卒業。 現在はアップアップガールズ（2）として活動中。                                                      |
| 鈴木 希実香 （すずき きみか）   | きぃちゃん   | 1997年8月29日（27歳）  | O型    | 卒業     | 学校の部活動に専念するためXmas Special公演（2013年12月24日）出演をもって活動休止 第9回定期公演（2014年4月27日)出演を以て卒業                                                  |
| 平山 真凜 （ひらやま まりん）   | まりりん     | 1997年11月24日（27歳） | A型    | 卒業     | 大学への進学のため、第29回定期公演（2015年12月23日）をもって卒業。 Jewel☆Neigeの活動を経て、現在はつばさプリエールのリーダーとして活動中。                                    |
| 宮本 あかり （みやもと あかり） | あかりん     | 1999年4月19日（25歳）  | O型    | 卒業     | 新たなる夢と進路に向けての準備のため、第40回定期公演（2016年11月13日）をもって卒業。現在OBPとして活動中。                                                                     |
| 田巻 果奈 (たまき かな）        | かなるん     | 2000年1月25日（25歳）  | O型    | 卒業     | 進学準備のため、第50回定期公演（2017年9月3日）出演をもって一時活動休止。 同年10月15日より活動復帰。 大学への進学のため、第56回定期公演（2017年3月18日）をもって卒業。         |
| 上野 愛 （うえの まな）         | まなっぺ     | 2000年3月16日（25歳）  | A型    | 卒業     | 第20回定期公演（2015年3月28日）出演をもって卒業 |

| 氏名   | 愛称     | 生年月日（年齢）      | 血液型 | 在籍状況 | 備考                                                                                     |
| ------ | -------- | --------------------- | ------ | -------- | ---------------------------------------------------------------------------------------- |
| 非公表 | しーたん | 1998年9月28日（26歳） | O型    |          | 二代目リーダー                                                                           |
| 非公表 | さーや   | 2001年3月13日（24歳） | A型    | 卒業     | 福島県外への進学の為、第65回クリスマススペシャル定期公演（2018年12月16日）をもって卒業。 |

| 氏名   | 愛称     | 生年月日（年齢）     | 血液型 | 在籍状況 | 備考           |
| ------ | -------- | -------------------- | ------ | -------- | -------------- |
| 非公表 | りんりん | 2002年8月5日（22歳） | AB型   | 卒業     | 進学準備のため |

| 氏名   | 愛称       | 生年月日（年齢）      | 血液型 | 在籍状況 | 備考 |
| ------ | ---------- | --------------------- | ------ | -------- | ---- |
| 非公表 | いぶちぃ   | 2002年9月4日（22歳）  | A型    | 卒業     |      |
| 非公表 | せんちゃん | 2003年5月6日（21歳）  | A型    | 卒業     |      |
| 非公表 | まあやん   | 2003年5月10日（21歳） | O型    | 卒業     |      |

| 氏名   | 愛称       | 生年月日（年齢）      | 血液型 | 在籍状況 | 備考                                                                        |
| ------ | ---------- | --------------------- | ------ | -------- | --------------------------------------------------------------------------- |
| 非公表 | りっちゃん | 2003年12月5日（21歳） | O型    | 卒業     | bubbleflowers での活動を経て、現在はポラライト（涼木りおな 名義）で活動中。 |
| 非公表 | めい       | 2002年3月1日（23歳）  | A型    |          |                                                                             |
| 非公表 | かれりん   | 2005年5月13日（19歳） | A型    | 脱退     |                                                                             |

| 氏名   | 愛称       | 生年月日（年齢）      | 血液型 | 在籍状況 | 備考 |
| ------ | ---------- | --------------------- | ------ | -------- | ---- |
| 非公表 | あーちゃん | 2007年2月28日（18歳） | A型    |          |      |

## 作品

### シングル
| ＃   | 発売日         | タイトル                                     | 形態 | 規格品番  | 備考                                                                        |  |
| ---- | -------------- | -------------------------------------------- | ---- | --------- | --------------------------------------------------------------------------- |  |
| 1st  | 2013年08月16日 | ドリームキャッチャー / 明日ね!マイフレンド   | CD   | DYNA-1007 | 全国流通はセカンドシングルと同じく11月17日より                              |  |
| 2nd  | 2013年11月17日 | Answer『アンサー』 / Let's!常磐線（登校編）  | CD   | DYNA-1008 |                                                                             |  |
| 3rd  | 2014年06月28日 | ラッキーアイランド / 七浜クイーン            | CD   | DYNA-1010 |                                                                             |  |
| 4th  | 2014年12月24日 | iのひかり / パジャマパーティーは終わらない！ | CD   | DYNA-1013 | iのひかり：「いわき光のさくらまつり」応援ソング 全国流通は2015年1月19日より |  |
| 5th  | 2015年08月06日 | 恋色スターマイン / よろしくね！              | CD   | DYNA-1015 |                                                                             |  |
| 6th  | 2016年01月21日 | 特産歌〜welcome to iwaki〜 / ジャッカンΣ     | CD   | DYNA-1020 | 全国流通は2017年3月より                                                     |  |
| 7th  | 2017年08月07日 | どんわっせ！！／チャリ恋                     | CD   | DYNA-1022 |                                                                             |  |
| 8th  | 2018年1月24日  | sweet sweets LOVE／MEMORIES                  | CD   | DYNA-1023 |                                                                             |  |
| 9th  | 2019年5月30日  | リインカネーション／TOP OF THE LOCAL         | CD   | DYNA-1025 |                                                                             |  |
| 10th | 2019年12月3日  | ロクトウセイ／明日ね！マイフレンド2019       | CD   | DYNA-1026 | 映画「さくらコンチェルト」主題歌                                            |  |
| 11th | 2020年5月27日  | CANDYRAIN／メヒカリナイトフィーバー          | CD   | DYNA-1025 |                                                                             |  |

### シングル未発売楽曲
- ラン＆ガン
- 寝ぐせLove me do
- 黒板消しポンポン

### アルバム
| ＃  | 発売日        | タイトル             | 形態 | 規格品番  | 備考 |
| --- | ------------- | -------------------- | ---- | --------- | --- |
| 1st | 2016年02月2日 | せーのーでー、わっ!! | CD   | DYNA-1018 | 楽曲制作に富澤タク(グループ魂)、YOUTH26、馬目由樹(ex.JANGA69)他が参加。 1. よろしくね! 2. Let's常磐線(登校編) 3. 寝ぐせLove me do 4. 黒板消しポンポン 5. 七浜クイーン 6. Answer -26th定期公演ライブver- 7. iのひかり 8. ラッキーアイランド 9. パジャマパーティーは終わらない! 10. ももいろwinter☆キラリ 11. ラン&ガン 12. 恋色スターマイン 13. 明日ね!マイフレンド-piano ver- 14. ドリームキャッチャー |

## 参加作品

### コンピレーションアルバム
- 『EDGE BEAT IDOL vol.1 〜アニソンカバーEDITION〜』（2014年6月19日、necomimi tunes、NECO-001）- 参加トラック:09.侵略ノススメ☆、12.君+謎+私でJUMP!![40]

### 映像作品
- 『ご当地アイドルNo.1決定戦 U.M.U AWARD 2013 〜全国発信!「1/47アイドル特区」宣言!!〜』（2014年3月26日、POBD-60483）[41]

## 出演
- アイくるガールズ（icle girls）OFFICIAL WEB SITE｜ニュース より[42]

### 映画
- さくらコンチェルト（2020年1月11日公開）
- 湯けむりノクターン（2021年1月24日公開）

### テレビ
- ゴジてれChu!（2013年7月4日、8月9日、FCT福島中央テレビ）
- J-POPランキング（2013年11月23日、BS朝日） - ご当地アイドル紹介コーナーに出演。
- たんぽぽ&藺草の只今元気に営業中!（2014年3月3日、FTV福島テレビ）
- ふくしま再興祭り2014 「ご当地アイドルフェスティバル」（2014年3月22日、FCT福島中央テレビ） - 生放送LIVE。
- Rの法則（2014年08月07日、NHK Eテレ）
- 恋する地元キャンペーン ご当地アイドル地元自慢ランキング（2014年08月30日、NHK総合）
- いわき旬紀行〜ご当地アイドルがいわきの魅力を発信!〜（2014年08月31日、TUFテレビユー福島）[43]
- 恋する地元キャンペーンミニ番組　福島県編（2014年9月15日、BSプレミアム、9月17日、2015年1月27日、NHK総合）
- 中テレさんち（2014年9月28日、FCT福島中央テレビ）
- 24時間テレビ 「愛は地球を救う」（2013、2014年、FCT福島中央テレビ） - 生放送ライブ。
- ふくしまの元気 ！応援CM大賞（2013、2014年、KFB福島放送） - 番組内OAライブ。
- キラリ☆ふくしま「厳選！ふくしま鍋のうまい店〜2015冬の陣〜」（2015年2月16日、TUFテレビユー福島）
- キラリ☆ふくしま 「福が満開 福のしま 生放送！」（2015年4月27日、TUFテレビユー福島）[44]
- アイ☆ダン『アイくるガールズの踊っぺ！』（2015年6月 - 2016年6月、スカパー!ダンスチャンネル）
- 福歌丸（2015年06月12日、福島テレビ）

### ラジオ
- アイくるガールズのあいに来るラジオ（2014年4月4日 - 、SEA WAVE FMいわき 毎週金曜日18:45 - 19:00） - 週1回レギュラー
- アイくるとフライデート（2014年10月3日 - 2015年3月27日、rfcラジオ福島）
- bayfm 開局25周年記念 「環境＆復興支援イベントまるごみ×まるグル'14 in 千葉 〜被災地からのメッセージ〜」（2014年11月22日、bayfm）
- bayfm RADIO FRIENDS〜つながるラジオ〜第40弾（2014年12月18日、bayfm）
- 90時間ラジオ〜もっと届け大切なこと〜（2015年3月22日、NHKラジオ第1） - 公開生放送
- 踊れ!ライヴマニア（2015年4月5日 - 、rfcラジオ福島）[45]
  - 毎週日曜日20:00 - 21:00内の10分間コーナー「アイくるとサンデート」 - 週1回レギュラー
- 『Fのモト』キャンペーン特別番組『ふくみみラジオ夏祭り！Fライブスペシャル IN こむこむ』（2015年7月30日、NHKラジオ第1（福島県域））[46]

### CM
- 福島テレビハウジングプラザ住宅展示場（2014年11月 - ）
- いわき市プレミアム付商品券（2015年7月15日 - ）[47]

### 雑誌連載
- タウンマガジンいわき（2013年 - 、株式会社アド・プラン）-「月刊アイくるガールズ」

### 公式サイト
- アイくるガールズオフィシャルサイト

### 公式ブログなど
- アイくるガールズ オフィシャルブログ powered by Ameba
- アイくるガールズ (@iclegirls) - X（旧Twitter）
- しおりん (@ig_shiori0402) - X（旧Twitter）
- りおっち (@ig_rio0125) - X（旧Twitter）
- かなるん (@ig_kana0125) - X（旧Twitter）
- しーたん (@ig_shitan0928) - X（旧Twitter）
- いぶちぃ (@@ig_ibuchii0904) - X（旧Twitter）
- アイくるガールズ (iclegirls) - Facebook

### 公式動画チャンネル
- アイくるガールズオフィシャルチャンネル - YouTubeチャンネル